# Minimo
El Minimo (de «Mini Mozilla») va ser un projecte per a crear un navegador web Mozilla per a petits dispositius com ara els organitzadors personals o els telèfons mòbils. El projecte també tenia l'objectiu de facilitar que els desenvolupadors poguessin incloure programari Mozilla en sistemes amb recursos limitats (per exemple, màquines amb poca memòria RAM).
El desenvolupador en cap de Minimo és Doug Turner, que va encapçalar el projecte des de la seva concepció. La Fundació Mozilla va contractar Doug Turner el desembre del 2004 per treballar a temps complet a Minimo. Minimo va ser recolzat per Nokia i altres. El suport de Nokia es va fer públic a mitjans del 2004. El 27 de novembre de 2007, Doug Turner va anunciar que el projecte no tindria suport, quedant descontinuat.